# Aerosmith
Pour les articles homonymes, voir Aerosmith (homonymie).
Aerosmith est un groupe de rock américain originaire de Boston dans le Massachusetts.
Formé en 1970, ses membres sont parfois appelés « Les Bad Boys de Boston ». Son style hard rock,, typique des années 1970, enraciné dans le blues, en est venu à également intégrer des éléments de pop, de metal et de rhythm and blues, et a inspiré de nombreux artistes de rock et de metal ultérieurs.
Les membres du groupe ont placé 21 hits au Top 40 dans le Billboard Hot 100, et 9 hits no 1 à la Billboard Mainstream Rock List. Ils ont également remporté 4 Grammy Awards et 10 MTV Video Music Awards (catégorie dans laquelle ils arrivent premiers). Ils ont été intronisés au Rock and Roll Hall of Fame en 2001 et ont été classés 57e parmi les 100 plus grands artistes de tous les temps du magazine Rolling Stone en 2005.
Aerosmith est l'un des groupes de rock qui a connu le plus de succès, avec 150 millions d'albums vendus dans le monde, dont 67 millions aux États-Unis.

## Historique

### Débuts
En 1966, Steven Tyler, jeune batteur à Boston, enregistre pour la première fois en studio avec son groupe Chain Reaction. De leur côté, le guitariste Joe Perry et le bassiste Tom Hamilton forment, en 1969, le Jam Band, un power trio à la Cream. La même année, les deux groupes jouent régulièrement à the Barn, un club du New Hampshire, touchant un cachet de trente dollars par soir. Tyler entend et est enjoué par la reprise du Rattlesnake Shake de Fleetwood Mac par le Jam Band. La fusion des deux groupes marque la naissance d'Aerosmith.
En 1971, l'ancien guitariste de Chain Reaction, Ray Tabano, quitte Aerosmith et est remplacé par Brad Whitford. Tyler devenant le chanteur, le batteur Joey Kramer se joint au groupe. Le bouche à oreille permet à Aerosmith de se fixer à Boston, où il joue dans le circuit des bars des campus. Un noyau de fans le suit déjà dans tous ses déplacements.

### Premiers albums et ascension (1972-1978)
Épaté par son passage explosif au Max's Kansas City de New York, Clive Davis, le patron de Columbia lui offre un contrat en 1972. Un premier album, sans titre, au rock brut, primaire et mélodieux (incluant une reprise de Rufus Thomas), sort début 1973. Les ventes sont modestes et le succès en 45 tours de la ballade Dream On reste régional. Le groupe accompagne Blue Öyster Cult, Mott the Hoople et The Kinks en tournée, ce qui lui permet de conquérir un public de plus en plus vaste.
En 1974, après avoir tourné longtemps en première partie, le groupe sort Get Your Wings, produit pour la première fois par Jack Douglas, qui sera le producteur de tous leurs autres succès des années 1970. L’album contient le titre Same Old Song and Dance, devenu un classique du groupe, ainsi que Train Kept A-Rollin', en son temps popularisé par The Yardbirds, qui reste encore souvent joué de nos jours. Cet album contient également des chansons moins connues mais très appréciées des fans comme Lord of the Thighs, SOS (Too Bad) et Seasons of Wither.
En 1975, sort Toys in the Attic qui devient un succès instantané. Cet album permet enfin au groupe d'accéder à la célébrité et de devenir des rockstars, à l'instar de Led Zeppelin et des Rolling Stones. Il contient de grands classiques comme Walk This Way et Sweet Emotion qui devient le premier single Top 40 du groupe. En plus de ces deux hits, l’album contient les titres Toys in the Attic et Big Ten Inch Record qui deviendront des classiques de concert. L’album devient également le disque studio du groupe le plus vendu aux États-Unis avec plus de 8 millions d’exemplaires.
En 1976, sort Rocks qui confirme encore plus le statut de superstar du groupe. La tournée l'amène en Europe et au Japon pour la première fois. La qualité du disque suscite de nombreux éloges envers Aerosmith et influence de nombreux artistes comme les groupes Guns N' Roses et Metallica.
En 1977, sort Draw the Line, décevant aux yeux de la critique et des fans, comparé aux deux précédents albums, qui se vend tout de même à 2 millions d’exemplaires, aux États-Unis. Seuls deux titres connaissent un certain succès : Draw the Line et Kings and Queens. Ceci s'explique par une consommation record de drogues pour le groupe à l'époque.[réf. nécessaire] Néanmoins la tournée qui suit est concluante, avec de nombreuses dates aux États-Unis.
En 1978, le groupe décide de sortir son premier disque live, intitulé Live Bootleg et, considéré comme l'un des plus grands albums live de l'histoire de la musique, il est marqué par l’aspect sale et brut de la qualité audio du disque. Le groupe repart pour une tournée qui passe par le Texas Jam '78, en tête d’affiche devant plus 150 000 personnes.

### Période délicate (1979-1985)
En 1979, juste après l’enregistrement de l’album Night in the Ruts, Joe Perry quitte le groupe après des différends avec Steven Tyler puis fonde The Joe Perry Project ; il est remplacé par Jimmy Crespo et le groupe repart en tournée pour promouvoir l’album qui se vend encore moins bien que Draw the Line.
1980 voit la sortie de Greatest Hits, une compilation qui reprend les plus grands tubes du groupe des années 1970. Il devient leur disque le plus vendu aux États-Unis. À la fin de cette même année, Steven Tyler se blesse grièvement lors d’un accident de moto et il ne peut ni partir en tournée ni enregistrer le nouvel album, durant toute l’année 1981, année durant laquelle Brad Whitford quitte le groupe et est remplacé par Rick Dufay.
Rock in a Hard Place sort en 1982 mais la majorité des fans le trouve plutôt moyen ; il ne devient disque d’or qu'aux États-Unis, ce qui est peu comparé aux ventes de ses prédécesseurs. Aerosmith part ensuite en tournée à travers les États-Unis. Le 14 février 1984, Joe Perry et Brad Whitford font une apparition à un concert du « nouveau » groupe avant de le réintégrer, deux mois plus tard. Pour fêter ce retour, Aerosmith s’embarque, en 1984, dans une nouvelle tournée très lucrative, nommée Back in the Saddle : Reunion Tour, marquée par des incidents liés à des abus de drogues.
En 1985, le groupe signe un contrat avec Geffen Records et sort Done with Mirrors qui ne se vend pas très bien mais dépasse tout de même les ventes de Rock in a Hard Place.

### Apogée commerciale (1986-1995)
En 1986, le groupe part en tournée de promotion avec un succès identique à la tournée précédente. Cette même année, le groupe enregistre avec Run–DMC une reprise de leur hit Walk This Way ; cette association inédite entre rap et rock fait date et marque un retour en force d’Aerosmith, leur offrant la popularité auprès d’une nouvelle génération. À cette époque, les membres du groupe se droguent encore, plus particulièrement Steven Tyler et Joe Perry ; ils entrent tous en cure de désintoxication et travaillent ensuite durement sur l'album suivant.
En 1987, Permanent Vacation sort et devient un grand succès, se vendant à 5 millions d'exemplaires aux États-Unis, grâce aux hits Dude (Looks Like a Lady), Angel et Rag Doll. Le groupe entame ensuite un tournée aux États-Unis puis au Japon, qui se poursuit jusqu’en 1988.
En 1989, Pump sort, battant les ventes de Permanent Vacation, avec 3 singles dans le Top 10 : Janie's Got a Gun, Love in an Elevator et la ballade What it Takes. Cette réussite rétablit définitivement Aerosmith comme un des plus grands groupes de rock 'n' roll. Pour promouvoir l’album, le groupe reprend la route pour le Pump tour qui dure 12 mois et est marqué par son retour dans les salles européennes, pour la première fois depuis 1977, ainsi que l'unique passage du groupe en Australie. 1989 est aussi l'année de la sortie de l'album Trash d'Alice Cooper, qui s'offre ainsi un coup de main de la part, entre autres, d'Aerosmith.
1991 voit la sortie d'une compilation de trois CD nommée Pandora's Box, qui contient les hits de la « période Columbia » ainsi que de nombreuses raretés issues de cette période. Le groupe apparaît ensuite dans un épisode des Simpsons, intitulé « Un cocktail d'enfer ».
En 1992, Steven Tyler et Joe Perry font une apparition au concert de Guns N' Roses à l'hippodrome de Vincennes, à Paris ; ils accompagnent le groupe pour Mama Kin (Guns N' Roses a repris ce titre en 1986) et Train Kept A-Rollin'. Cette même année, Aerosmith entre en studio pour enregistrer le successeur de Pump (album).
En 1993, après de longs mois passés en studio, sort Get a Grip qui devient le plus grand succès du groupe, avec 20 millions d’exemplaires vendus dans le monde. Il contient de nombreux hits, comme Eat the Rich (différent du titre éponyme de Motörhead sorti en 1989 sur Rock 'n' Roll), Livin' on the Edge ainsi que les trois célèbres ballades Cryin', Crazy et Amazing. La présence de ces chansons plus « douces », qui connaissent un grand succès à la radio et sur MTV, fait dire aux fans de la première heure que le groupe s’est vendu. La tournée de promotion de l’album dure 18 mois, pour 240 concerts, partout dans le monde (ce qui reste à ce jour leur plus grand nombre de concerts donnés en une seule et même tournée).
En 1994, sortent deux compilations : Box Of Fire, contenant tous les albums du groupe sortis chez Columbia, et Big Ones qui rassemble les plus grands hits de la « période Geffen » et trois inédits. Après une longue tournée, les membres prennent des vacances en famille, avant de s’atteler à l'album suivant, réalisé avec Columbia Records.

### Nine Lives: nouvel album mitigé (1996-1999)
En 1996, Aerosmith entre en studio pour enregistrer Nine Lives, marqué par une déclaration du manager du groupe, Tim Collins, affirmant que Steven Tyler se drogue à nouveau. Cette déclaration aurait pu sonner la fin du groupe : Steven Tyler envisage sérieusement de le quitter mais, finalement, il décide de continuer l’aventure et Tim Collins est gracieusement remercié.
L’enregistrement aboutit finalement et l’album sort en 1997, accompagné de critiques mitigées ; l’album ne rencontre pas le succès de son prédécesseur mais se vend à 5 millions d’exemplaires dans le monde. La tournée qui suit est mouvementée : plusieurs dates sont annulées à cause d’une blessure au genou de Steven Tyler et d’une brûlure au second degré au bras de Joey Kramer ; elle dure 2 ans et le groupe donne 204 concerts dans le monde.
En 1998, sort un double album en public intitulé A Little South of Sanity, enregistré durant les tournée Get a Grip et Nine Lives. Cette même année, le groupe enregistre I Don't Want to Miss a Thing, ballade pour la bande originale du film Armageddon (dans lequel joue Liv Tyler, fille de Steven Tyler). Cette chanson est un énorme succès, restant plus d'un mois au sommet des classements, et sera jouée à la cérémonie des Oscars 1999.

### Années 2000

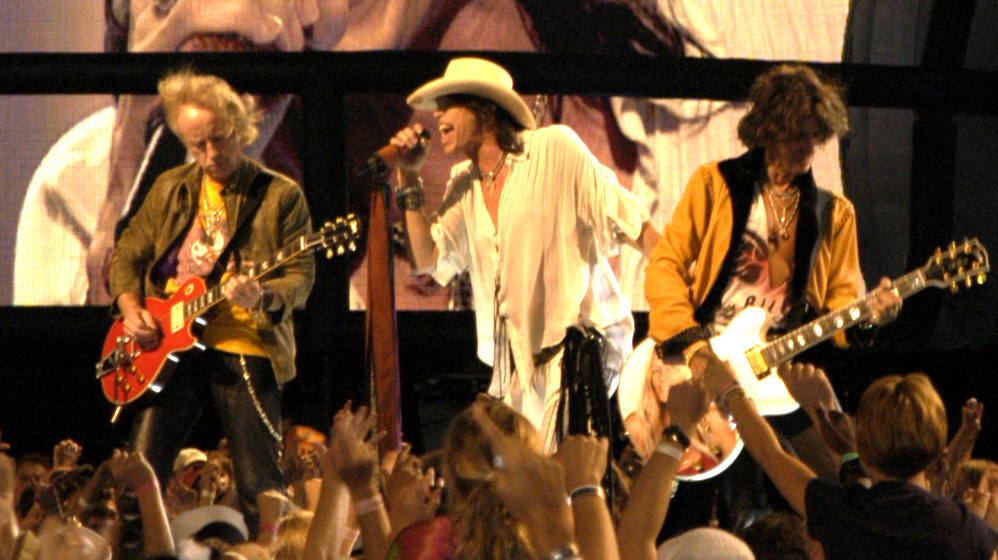
Brad Whitford, Steven Tyler et Joe Perry, sur scène, au NFL Kickoff, Washington DC, le 4 septembre 2003.

En 2001, le groupe sort Just Push Play, vendu à 3 millions d’exemplaires, grâce notamment à Jaded. La tournée de promotion se déroule uniquement aux États-Unis et Japon, donnant le jour au live Rockin' the Joint, enregistré à Las Vegas (sorti en 2005). Cette même année, le groupe est intronisé au Rock and Roll Hall of Fame.
En 2002, sort la compilation O, Yeah! Ultimate Aerosmith Hits, certifiée deux fois disque de platine, contenant deux titres inédits : Girls Of Summer et Lay It Down. Pour promouvoir cette compilation, le groupe assure une tournée de 51 dates à travers les États-Unis, intitulée Girls Of Summer Tour.
En 2003, le groupe partage une tournée commune avec Kiss.
En 2004, le groupe produit Honkin' on Bobo, album de reprises du répertoire blues jouées dans le style d'Aerosmith. Le DVD live You Gotta Move est enregistré durant la tournée qui s'ensuit.
En 2005, sort Rockin' the Joint, suivi d'une nouvelle petite tournée à travers les États-Unis.
En 2006, une nouvelle compilation sort, Devil's Got a New Disguise: The Very Best of Aerosmith, contenant deux chansons inédites : Devil’s Got A New Disguise et Sedonna Sunrise. Le cancer de la gorge de Tom Hamilton et l’opération d’un anévrisme de la gorge de Steven Tyler retardent l’enregistrement du nouvel album, remplacé par la compilation et, quand Aerosmith et Mötley Crüe partent pour la tournée intitulée Route of a Evil Tour, Hamilton ne peut pas y participer, pour la première fois de sa carrière.
En 2007, le groupe annonce un nouveau World Tour, qui doit le mener dans des pays où il n'a pas joué depuis 8 ans (Nine Lives Tour), 14 ans (Get A Grip Tour) ou même jamais. Il passe par Paris-Bercy, le 19 juin 2007.
En 2008, Aerosmith annonce mettre la touche finale à son nouvel album qui doit sortir en 2009, accompagné d'une tournée américaine à partir d'avril 2009, elle-même précédée d'un concert géant au stade Olympique de Caracas le 1er février 2009. Le 15 janvier, le groupe annonce sur son site officiel l'annulation du concert de Caracas, due à une complication de la prothèse du genou de Joe Perry.
Le 5 janvier 2009, lors d'une interview donnée à ABC News Radio, Joe Perry déclare que le groupe est entré en studio pour enregistrer le nouvel album « à l'ancienne », à savoir par le biais de sessions live en studio, sous la houlette de Brendan O'Brien qui a travaillé entre autres avec AC/DC et Bruce Springsteen. Après avoir déserté les routes pendant plus d'un an, le groupe repart en tournée nord-américaine, accompagné de ZZ Top en première partie. Le 6 novembre 2009, Joe Perry déclare au Las Vegas Sun que Steven Tyler aurait décidé de quitter le groupe,. Ce dernier n'aurait pas donné d'explications aux membres du groupe quant à ses projets en solo mais, le 12 novembre 2009, profitant d'un concert de Joe Perry, Steven Tyler monte sur scène afin d'interpréter avec lui Walk This Way. Avant cela, il s'exprime face au public : « Je veux que New York sache que je ne quitte pas Aerosmith. Et Joe Perry, tu es un homme plein de couleurs, mais, moi, putain, je suis l'arc-en-ciel ! »,.

### Années 2010

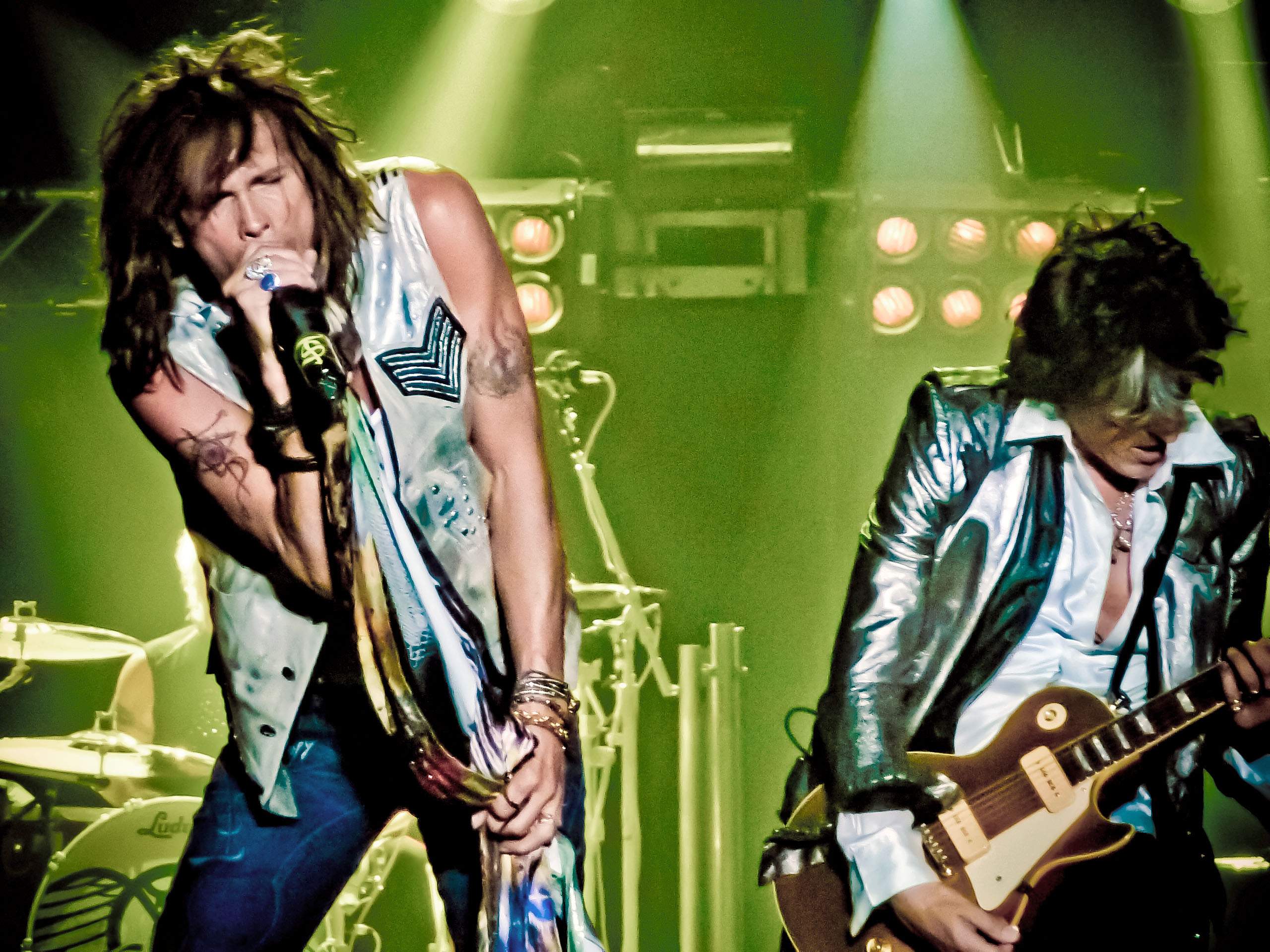
Aerosmith à Arnhem (Pays-Bas) le 23 juin 2010.

Malgré toutes les complications qu'a connues Aerosmith, Steven Tyler reste dans le groupe et ils célèbrent leurs 40 ans de carrière par une grande tournée qui débute en Amérique du Sud, se poursuit en Europe et se termine aux États-Unis, passant par le Download Festival, le Graspop Metal Meeting et à Bercy.
En 2011, alors que le groupe semble prêt à enregistrer son 15e album, Steven Tyler déclare au magazine Rolling Stones être sans nouvelle de Joe Perry.
Le 14 mai 2011, le groupe annonce qu'il entrera en studio en juillet pour réaliser son nouvel album, annoncé pour mai 2012, avec le producteur Jack Douglas. Cet album doit revenir aux sources d'Aerosmith, avec un son plus brut que les précédents. Le groupe communique le titre de l'album, Music from Another Dimension, dont il repousse la sortie au 6 novembre 2012. Il s'agira de leur ultime album.

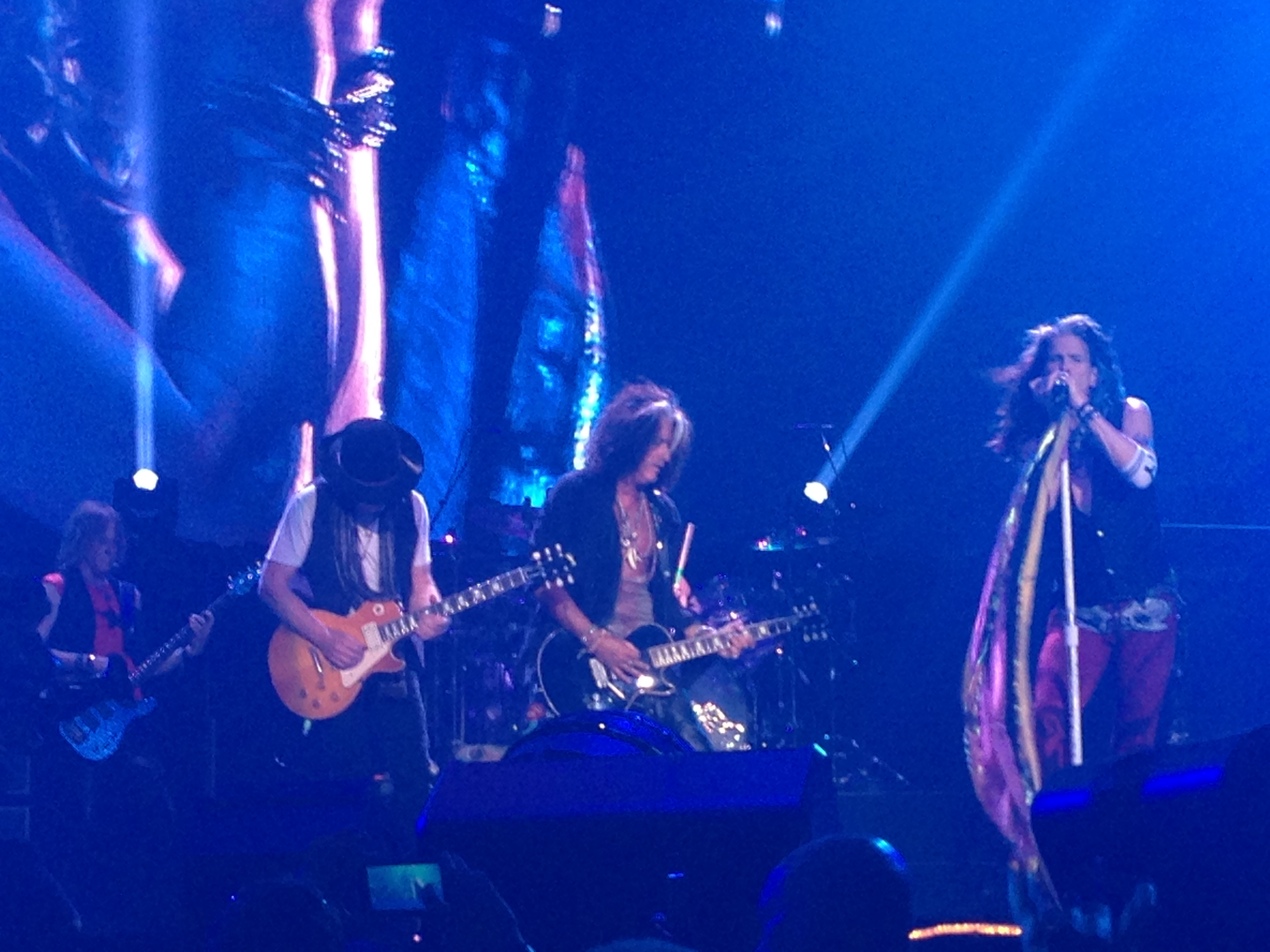
Aerosmith en concert à Grand Rapids (Michigan), en août 2015.

En 2013, Aerosmith se lance dans une tournée mondiale nommée Aerosmith's Global Warming World Tour, qui se poursuit en 2014 par des dates en Europe, dont le Hellfest, le 21 juin 2014,.

### Fin de carrière
Le 24 juin 2016, Steven Tyler déclare la séparation prochaine du groupe, au terme de la tournée We're All Somebody For Somewhere, mais annonce par la suite que le groupe ne se sépare pas.
En juin 2017, Aerosmith se produit au Hellfest de Clisson, pour ce qui avait été annoncé comme son ultime tournée, poursuivie le mois suivant à travers le monde.
En décembre 2019, dans le cadre d'une nouvelle tournée européenne, il annonce un concert à l'Accor Arena pour le 30 juin 2020, à l'occasion des 50 ans de la formation, qui sera finalement reporté au 13 juin 2022 dans un premier temps puis annulé dans un second, en raison de la pandémie de Covid-19.
Le 1er mai 2023, le groupe sort de sa retraite pour ce qui est annoncé comme étant une ultime tournée d'adieu, intitulée « Peace Out », se tenant exclusivement aux États-Unis, en l'absence de son batteur historique Joey Kramer « [préférant] se concentrer sur sa famille et sa santé », et avec The Black Crowes assurant leurs premières parties. Néanmoins, un mois après son lancement, la tournée est mise en pause et les dates restantes reportées l'année suivante en raison des problèmes vocaux et de la fracture du larynx de Steven Tyler lors d'une prestation. En outre, elle est perturbée par les accusations d'agression sexuelle dont Tyler fait l'objet. Mi-avril 2024, le groupe annonce sur leur page Instagram que la tournée est apte à être reprise. Finalement, l'annulation de la fin de la tournée, qui devait se tenir de la mi-septembre jusqu'en février 2025, est officialisée le 2 août via un communiqué publié par le groupe sur ses réseaux sociaux, les ennuis de santé de Tyler, persistants, l'empêchant de chanter normalement à cause de blessures irréversibles aux cordes vocales, annonçant ainsi la fin du groupe.

## Membres

### Derniers membres avant la séparation
- Steven Tyler : chant, piano et harmonica (1970-2024)
- Joe Perry : guitare, chœurs (1970–1979, 1984-2024)
- Brad Whitford : guitare (1971–1979, 1984-2024)
- Tom Hamilton : basse (1970-2024)
- Joey Kramer : batterie et percussions (1970-2024)

### Anciens membres
- Ray Tabano : guitare (1970–1971)
- Jimmy Crespo : guitare (1979–1984)
- Rick Dufay : guitare  (1980–1984)
- Thom Gimbel : synthétiseur et saxophone (1988–1996)

## Discographie

### Albums studio
- 1973 : Aerosmith
- 1974 : Get Your Wings
- 1975 : Toys in the Attic
- 1976 : Rocks
- 1977 : Draw the Line
- 1979 : Night in the Ruts
- 1982 : Rock in a Hard Place
- 1985 : Done with Mirrors
- 1987 : Permanent Vacation
- 1989 : Pump
- 1993 : Get a Grip
- 1997 : Nine Lives
- 2001 : Just Push Play
- 2004 : Honkin' on Bobo
- 2012 : Music from Another Dimension!

### Singles et EP
- 1998 : I Don't Want to Miss a Thing

### Enregistrements pirates
Discographie difficile à établir, étant donné qu'au début des années 1970, les enregistrements pirates étaient aussi nombreux que les enregistrements officiels. On peut cependant noter :
- 1976 : Look Homeward Angel
- 1998 : Another Bunch of Rarities

## Filmographie
Outre les nombreux clips vidéo accompagnant leurs hits, le groupe apparaît également dans quelques concerts filmés et documentaires.
- 1987 : Video Scrapbook
- 1988 : Live Texxas Jam '78
- 1990 : Live Philadelphia - Permanant Vaction
- 1990 : 3x5 - Permanent Vacation
- 1990 : Things That Go Pump In the Night
- 1991 : The Making of Pump
- 1991 : Les Simpson : « Un cocktail d'enfer »
- 1994 : Wayne's World 2
- 2004 : You Gotta Move
- 2005 : Be Cool
- 2007 : Rock This Way - Live New York

## Divertissement
Le groupe a collaboré à différents jeux vidéo parmi lesquels Revolution X featuring Aerosmith (1994), Aerosmith: Quest for Fame (1995) et Guitar Hero: Aerosmith (2008).
Il s'est également associé à Disney's Hollywood Studios et parc Walt Disney Studios pour l'attraction Rock 'n' Roller Coaster starring Aerosmith.

## Citation
- « Au fond, on est juste des types qui aiment sortir, casser la baraque, et jouer du rock en direct. » (Steven Tyler, 2002)[34]

## Distinctions
Malgré la popularité et le succès d'Aerosmith dans les années 1970, ce n'est pas avant leur retour durant les années 1980 et 1990 qu'ils sont reconnus. En 1987, Aerosmith remporte le Soul Train Music Award for Best Rap – Single pour le remix de Walk This Way avec Run–DMC. En 1990, Aerosmith remporte son premier Grammy, catégorie meilleure chanson d'un duo ou groupe avec chanteur, puis quatre autres, durant les années 1990, pour les chansons Janie's Got a Gun, Livin' on the Edge, Crazy et Pink. Aerosmith est classé second, après U2, à être récompensé dans cette catégorie.
Les clips vidéo d'Aerosmith remportent également des récompenses, durant les années 1990 : neuvième des meilleurs groupes de tous les temps aux MTV Video Music Awards (VMAs), avec dix prix dans cette catégorie ; leader des catégories meilleure vidéo rock (quatre prix) et choix du spectateur (trois prix) ; prix de vidéo de l'année, meilleure vidéo d'un groupe (une fois) ; meilleure vidéo extraite d'un film (une fois). Les vidéos pour lesquelles Aerosmith remporte les VMAs sont Janie's Got a Gun (deux prix), The Other Side, Livin' on the Edge, Cryin' (trois prix), Falling in Love (Is Hard on the Knees), Pink et I Don't Want to Miss a Thing.
Au fil de sa carrière (en particulier pendant 1990 et au-delà), Aerosmith recense six American Music Awards, quatre Billboard Music Awards, deux People's Choice Awards, seize Boston Music Awards et nombre d'autres distinctions. Certaines récompenses obtenues par Aerosmith comprennent le Hollywood's Rock Walk, en 1990, une déclaration du « Aerosmith Day » dans l'État du Massachusetts, par William Weld, le 13 avril 1993, une intronisation au Rock and Roll Hall of Fame, en 2001 et une autre au mtvICON, en 2002.
Aerosmith est également représenté dans les domaines de la technologie et des jeux vidéo : en 1994, la chanson Head First sonorise le service en ligne CompuServe ; en 2008, il est le premier groupe à posséder son propre jeu vidéo, tiré de la série Guitar Hero, Guitar Hero: Aerosmith, considéré être le jeu vidéo centré sur un groupe musical le mieux vendu des séries Guitar Hero et Rock Band,.
Aerosmith recense 150 millions d'albums vendus à l'international et 70.2 millions aux États-Unis,.